# Възстановително движение
Религиозно възстановяване, или възстановително движение, е направление в християнството, базирано върху идеята, че през годините след смъртта на Дванадесетте апостоли някои части от истинската църква на Иисус Христос са изчезнали.
Главната организация която приеме тази идея е Църквата на Исус Христос на светиите от последните дни, която вярва, че е имало едно възстановяване чрез техния пророк Джозеф Смит.
Понякога Възстановителното движение е разглеждано и като подразделение на протестантството, въпреки че основата на това направление е именно „протест срещу протестантството“.
Възстановителното движение започва в края на 18 век, в САЩ. Целта на движението е създаване на християнство, на демократична основа, и в строго съответствие с библейските принципи. Движението отхвърля реформите, включително и протестантската реформация, вместо това иска пълно възстановяване на библейските принципи и практики. Движението отхвърля властта на свещениците вътре в традиционните протестантски деноминации, и също така и писаните догми, с изключение на Библията.
Основоположници на възстановителното движение са Б. У. Стон, Томас и Александър Кампбел. Те проповядват за:
- връщане на църковния живот към простите ритуали на древната църква,
- независимост на отделните енории,
- премахване на различията между лаици и свещеници,
- отхвърляне на всички канони и догми, с изключение на Библията,
- екуменизъм.

Днес възстановителното движение е шестата най-многобройна Християнска деноминация в САЩ.
В днешно време възстановителното движение е разделено на 5 основни направления, които макар и да имат различия, се признават едно друго, и редовно, на всеки 4 години, организират общи световни конференции:
1. Църква на Христос (The Church of Christ) с членство около 3 милиона души,
2. Международни църкви на Христос,
3. Ученици на Христос (Disciples of Christ) с членство около 850 хиляди души,
4. Независими християнски църкви (Independent Christian Churches) с членство около 1,8 милиона души,
5. Църкви на Христос в Австралия (Churches of Christ in Australia).